# Karl Ludwig von Kleist
Karl Ludwig Baron von Kleist (* 19. März 1794 in Mitau; † 5. November 1869 ebenda) war ein kurländischer Rittergutsbesitzer und Landrat.

## Leben
Karl Ludwig von Kleist studierte Rechtswissenschaften zunächst ab 1813 in Berlin, dann ab 1814 an der Ruprecht-Karls-Universität Heidelberg. 1814 wurde er Mitglied des Corps Curonia Heidelberg. Bei der Gründung der Urburschenschaft in Jena am 12. Juni 1815 wurde er mit seinem Bruder Wilhelm (1793–1846) in den Ausschuss gewählt. Nach dem Studium kehrte er nach Kurland zurück und wurde Besitzer des Ritterguts Groß Plönen.
Kleist war kurländischer Landrat, Bankrat des kurländischen Kreditvereins und Kreisrichter. Seit 1828 war er mit Albertine von Schlippenbach (1805–1874) verheiratet. Das Paar hatte einen Sohn und drei Töchter.